# El contracte social

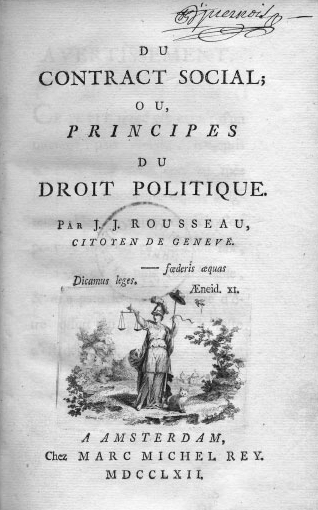
Primera edició, Amsterdam 1762.

El contracte social o Principis del dret polític és una obra de filosofia política de Jean-Jacques Rousseau publicada el 1762. És coneguda per exposar amb claredat i força que l'única forma de poder polític legítima és el poder que troba el seu fonament en la voluntat del poble (o «voluntat general»). És sovint considerat com el principal inspirador de les idees de la Revolució Francesa.

## Context del contracte social

### Origen i fonaments de la desigualtat
La política és un assumpte que interessa Rousseau des de fa molt de temps, i el Contracte social no és la primera de les seves obres consagrada a això. Així, des de 1735 dona una idea del que serà la seva concepció i el seu interès pel subjecte polític a l'article «Economia Política» de l'Enciclopèdia o Diccionari raonat de les ciències, de les arts i dels oficis amb aquesta frase: «És cert que els pobles són, a la llarga, el que el govern els fa ser»; frase que el 1752 reformula en el prefaci de Narcís o l'Amant d'ell mateix: «Els vicis no pertanyen tant a l'home com a l'home mal governat.»
El Discurs sobre l'origen i els fonaments de la desigualtat entre els homes, aparegut el 1755 és el treball de Rousseau per respondre a la pregunta formulada per l'acadèmia de Dijon en 1753 «quin és l'origen de la desigualtat entre els homes i si és autoritzada per la llei natural?». La naturalesa de l'home abans que la Història i els tipus de societat l'alterin és per a Rousseau el mitjà de comparar i d'establir aquests diferents tipus d'organització. Rousseau defineix doncs l'estat salvatge, que no és un «estat salvatge» sinó una ficció filosòfica com a hipòtesi heurística, un estat obtingut per abstracció sostraient el que la societat ha portat a l'home. Descriu llavors la manera que ha tingut l'home d'organitzar-se en societat, a partir de la pràctica de l'agricultura i del dret de propietat que se'n deriva necessàriament. El Discurs tracta de la legitimitat de les societats i dels tipus de poders, i exposa el que seran les fundacions polítiques del Contracte social.

## Presentació del Contracte social
En El Contracte social, Rousseau estableix que una bona organització social rau sobre un pacte garantint la igualtat i la llibertat entre els ciutadans. Aquest pacte es fa entre tots els participants, és a dir el conjunt dels ciutadans. En el pacte social, cadascun renuncia a la seva llibertat natural per guanyar una llibertat civil. La sobirania popular és el principi fonamental del contracte social. La indivisibilitat d'aquesta sobirania és un altre principi fonamental, pel que cal comprendre que el poder del Sobirà no sabria estar dividit (Rousseau utilitza aquest terme per designar el poble sobirà) i no se'n pot separar per interès personal, ja que l'interès personal és contrari a la recerca de l'interès general, únic objectiu del contracte social. Aquest contracte social, Rousseau el veu com una resposta a l'estat salvatge en el qual regna la llei del més fort. Per a ell, la llei del més fort no pot ser un principi director d'una societat, ja que és incompatible amb l'interès general i, per tant, amb el contracte social: «El més fort no és mai prou fort per ser sempre l'amo, si no transforma la seva força en dret i l'obediència en deure.»
La pèrdua del contracte social, és la tornada a l'estat salvatge, primitiu, animal, «tirànic i vanal». Una societat que trenqués el seu contracte social ja no seria una societat lliure....
El contracte social comença amb aquests mots:
«Vull buscar si, en l'ordre civil, hi pot haver alguna regla d'administració legítima i segura, prenent els homes tals com són, i les lleis tals com poden ser. Tractaré d'aliar sempre, en aquesta investigació, el que el dret permet amb el que l'interès prescriu, per tal que la justícia i la utilitat no estiguin dividides. (Llibre I, Preàmbul)
El contracte social és un tractat de filosofia política presentant com l'home, una vegada passat de l'estat salvatge a l'estat de societat, pot establir un ordre social al servei de l'interès general. El pacte social que proposa Rousseau estableix que cadascú hagi de renunciar als seus drets naturals per obtenir la llibertat que procura la societat. Aquesta alienació de cada afer de l'Estat és aquest pacte que ofereix a cadascun la igualtat: «Les clàusules (del pacte social) es redueixen totes a una sola: l'alienació total de cada soci amb tots els seus drets a tota la comunitat: ja que en primer lloc, cadascú lliurant-se sencer, la condició és igual per a tots; i sent la condició igual per a tots, ningú no té interès de fer-la onerosa als altres.» (Llibre I, Capítol 6). La legitimitat del pacte social rau en el fet que l'home no aliena en el sentit propi el seu dret natural però comprèn que el pacte social és al contrari la condició sine qua non de l'existència del seu dret natural.
És sobre aquest pacte on rau la democràcia per a Rousseau. Si la llibertat i la igualtat no són garantides pel poble sobirà envers ell mateix, o si els interessos particulars fan que el pacte sigui dividit o alienat (capítols 2.1 i 2.2), llavors és l'estat salvatge primitiu que reprèn els seus drets. Rousseau diu que trencar aquest pacte farà que «l'estat salvatge subsisteixi, i l'associació es faria necessàriament tirànica o vana».
Per a Rousseau, «el principi de la vida política és en l'autoritat sobirana», i tota divisió d'aquesta autoritat és perjudicial: «Totes les vegades que es creu veure la sobirania compartida, un s'equivoca; els drets que es prenen per parts d'aquesta sobirania li són tots subordinats, i suposen sempre voluntats supremes de les quals aquests drets no en fan més que l'execució.»

### Pla detallat de l'obra

#### Llibre I
La introducció del llibre I és essencial, ja que és on Rousseau defineix les finalitats del Contracte Social: «Vull esbrinar si, en l'ordre civil, hi pot haver alguna regla d'administració legítima i segura (...)». Rousseau es pregunta doncs en quines condicions el poder polític podrà ser legítim, és a dir un tipus de societat en la que l'home no serà alienat.
Capítol I («Assumpte d'aquest primer Llibre»). Comença per la cèlebre frase «l'home va néixer lliure, i per tot arreu es troba encadenat». De manera lapidària, Rousseau denuncia l'estat d'alienació que introdueix tota forma de poder polític il·legítim i la temàtica dels capítols següents.
Capítol II («De les primeres Societats»). Rousseau ensenyarà en principi que el fonament de tota societat és una convenció. La família és el primer cas estudiat per Rousseau del qual nega de seguida que sigui natural. El que és natural o més exactament el que és inscrit en la naturalesa de l'home és el desig de conservar-se: "La seva primera llei és de vigilar la seva pròpia conservació, les seves primeres cures són les que es deu a ell mateix". I afegeix «(...) els nens no continuen estant vinculats al pare sinó tant de temps com el necessiten per conservar-se. Tan aviat com aquesta necessitat desapareix, la relació natural es dissol.»
Rousseau evoca llavors l'opinió d'Aristòtil, de Hobbes i Grotius segons la que la societat no rau sobre una convenció sinó sobre la superioritat de certs individus. Segons aquesta tesi, és doncs la superioritat d'alguns el fonament de la jerarquia social. Rousseau critica aquesta idea: «tot home nascut en l'esclavitud neix per a l'esclavitud, res no és més cert». Però explica de seguida: «Els esclaus ho perden tot en les seves cadenes, fins i tot el desig de lliurar-se'n; els agrada la seva servitud com els companys d'Ulisses estimaven el seu embrutiment» volent dir per què la jerarquia social no és natural però què descansa sobre una convenció original.
Capítol III («Del dret del més fort»). Aquest capítol així com el capítol IV desqualificaran dos tipus de poders com a tipus de poder legítim: l'esclavitud i la força. Rousseau desqualifica aquest segon tipus de poder basant-se en l'argument següent: quan cedeixo a la força, a l'amenaça física o a l'amenaça, faig prova de prudència. Però allò no significa que el que usa la seva força contra mi en tingui el dret o que el seu poder sigui legítim. «Cedir a la força és un acte de necessitat, no de voluntat; és pel cap alt un acte de prudència. En quin sentit podrà ser un deure?»
Capítol IV («De l'esclavatge»): L'esclavatge és també una convenció il·legítima. La raó principal de Rousseau per afirmar-ho és la següent: el que és posat en esclavatge no ho pot voler voluntàriament- en qualsevol cas si és sa d'esperit. L'esclavatge és doncs sempre la fruita d'una restricció exterior i no podria doncs ser legítim. «Així, el dret d'esclavatge no és res, no només perquè és il·legítim, sinó perquè és absurd i no significa res. Aquests mots, esclau i dret, són contradictòries; s'exclouen mútuament. Sigui d'un home a un home, sigui d'un home a un poble, aquest discurs serà sempre igualment insensat: «Faig amb tu una convenció tota a la teva càrrega i tota en el meu profit, que observaré tant com m'agradarà, i que observaràs tant com m'agradarà.». Ja que, segons Rousseau, renunciar a la llibertat és incompatible amb la naturalesa humana («és renunciar a la seva qualitat d'home, als drets de la humanitat, fins i tot als seus deures»). Tal renunciament no pot tindre preu.
Rousseau afegeix a més a més tot un seguit de dificultats pels que voldrien afirmar la legitimitat de l'esclavitud.
- Grotius afirma per exemple que tot un poble podria alienar la seva llibertat per lliurar-se a un rei. En això Rousseau respon que ni tan sols si un home tingués el dret d'alienar-se amb un amo no ho podria fer amb els seus nens («neixen homes i lliures; la seva llibertat els pertany, cap no té dret a disposar-ne més que ells»).

- Més, «Grotius i els altres defensen un origen diferent del pretès dret d'esclavitud. Tenint el vencedor, segons ells, el dret de matar el vençut, aquest pot redimir la seva vida pel preu de la seva llibertat; convenció encara més legítima en la mesura es fa en benefici de tots dos». Però la guerra no és una relació privada sinó d'Estat a Estat i no sabria existir en l'estat salvatge o en l'estat social on les lleis condicionen les relacions humanes. La guerra i el dret de conquesta no tenen com a fonaments més que la llei del més fort.

Capítol V («que cal sempre remuntar a una primera convenció»). Aquest capítol revesteix una importància particular, ja que és només aquí que Rousseau començarà a desenvolupar la seva pròpia concepció del que constitueix un poder legítim.
La pregunta que fa Rousseau és la següent: com és que la constitució d'un poble en tant que entitat sui generis és possible? En Altres Paraules: a quina(s) condició(s) un grapat d'individus forma un tot que es pot qualificar de poble? «Seria bo examinar l'acte pel qual un poble és un poble; ja que aquest acte, sent necessàriament anterior a l'altre, és el veritable fonament de la societat».
Capítol VI («Del pacte Social»). En aquest capítol Rousseau aportarà una resposta molt original a la pregunta que ha fet al començament del Contracte Social: «Vull buscar si, en l'ordre civil, hi pot haver alguna regla d'administració legítima i segura (...) (Prefaci al primer llibre). En altres paraules: com una autoritat qualsevol pot ser imposada de manera legítima a un poble? «Trobar una forma d'associació que defensi i protegeixi de tota la força comuna la persona i els béns de cada soci, i per la qual cadascun, unint-se a tots, no obeeixi tanmateix més que a ell mateix, i continua sent tan lliure com abans. Tal és el problema fonamental del qual el Contracte social dona la solució».
L'originalitat de la solució de Rousseau és que superarà el dualisme que oposa el poble i el poder polític l'un a l'altre. Veurà en efecte la constitució d'un poder polític descansant sobre el contracte social el fonament fins i tot de l'existència del poble. En termes kantians es pot dir que el poder polític en la mesura que rau sobre el contracte social és la condició de possibilitat de l'existència del poble en tant que poble i no en tant que senzilla agregació. «(...) Aquest acte d'associació produeix un cos moral i col·lectiu, barreja de tants membres com l'assemblea té, que rep d'aquest mateix acte la seva unitat, el seu jo comú, la seva vida i la seva voluntat». La pregunta de la legitimitat d'un poder descansant sobre el contracte social ja no es fa més doncs. L'autoritat política ja no és en efecte una violència feta al poble, sinó el que li permet d'existir.
El contracte social és necessari segons Rousseau quan les necessitats són superiors al que cada home pot fer per subvenir-hi per ell mateix. Per sobreviure els cal unir-se i «actuar de concert».
La condició fonamental del contracte social és «l'alienació total de cada soci amb tots els seus drets a tota la comunitat». L'essència del pacte social és resumida així: «Cadascun de nosaltres posa en comú la seva persona i tota la seva potència sota la suprema direcció de la voluntat general; i rebem cada membre com a part indivisible del tot». Això té diverses conseqüències:
- el compromís és total i idèntic per a tots;
- ningú no té cap interès a fer-lo injust, ja que aquesta injustícia l'afectaria directament;
- «Finalment, cadascú lliurant-se a tots no es lliura a ningú».

Aquest acte d'associació que produeix un cos moral i col·lectiu es diu ara República o cos polític (abans es deia: «Ciutat»), designat pels seus membres «Estat quan és passiu, Sobirà quan és actiu, Potència comparant-lo als seus semblants». Els ciutadans prenen el nom de poble: «Ciutadans com a participants de l'autoritat sobirana, Subjectes sotmesos a les lleis de l'Estat».
Capítol VII («Del Sobirà»): L'associació és doble i recíproca: cada individu és ciutadà, ja que participa en l'autoritat sobirana, i subjecte, ja que és sotmès a les lleis. El sobirà no sabria per la seva unitat limitar-se ell mateix amb lleis, no és tingut més que pel que exigeix el contracte social. El sobirà no necessita garant pel que fa als seus assumptes: no pot tenir interessos contraris als particulars que el componen. Per contra cada individu pot tenir una voluntat particular que difereix de la del sobirà (acceptant els drets que són els seus en tant que ciutadà però refusant els de subjecte), és aquesta injustícia possible que dona al sobirà el dret de restricció. Es pot forçar el que no respecta les regles «a ser lliure» doncs a respectar-les, ja que «l'obediència a la llei que és prescrita és llibertat». Aquesta restricció fa possible el pacte social, i garanteix el seu bon funcionament i la seva justícia, sense això el compromís seria absurd.
Capítol VIII: («De l'estat civil»): El pas de l'estat salvatge a l'estat civil transforma l'animal que viu de l'instint en home dotat de raó i intel·ligent. Fundant els seus actes en la raó; guanya llavors la llibertat moral i la possibilitat de propietat (diferent de la possessió que és l'efecte de la força) garantida per la llei.
Capítol IX («De l'àmbit real»): En el marc del contracte social cadascú es lliura, així com tots els seus béns, al sobirà, que els restitueix garantint-ne el dret. El dret de propietat és doncs un dels efectes del pacte social, que no existeix més que gràcies a la seguretat de la comunitat.
El dret de primer ocupant sobre un terreny, que no és un dret més que després de la creació del dret de propietat, depèn de diverses condicions: a què ningú no hi vivia anteriorment, què s'ocupa només la quantitat de terreny necessari, i què s'hi treballa. La propietat és aleshores limitada, i el pacte social permet una igualtat moral i legítima entre els homes. «El pacte fonamental substitueix […] una igualtat moral i legítima que la naturalesa havia pogut fer de desigualtat física entre els homes, i que, podent ser desiguals en força o en geni, es fan tots iguals per convenció i dret».

#### Llibre II
Capítol I («que la sobirania és inalienable»): Els principis establerts al primer llibre estableixen que les forces de l'Estat només poden ser dirigides per la [voluntat general] (l'acord dels interessos particulars) per tendir cap al bé comú. El sobirà, sent un col·lectiu, pot estar d'acord provisionalment amb la voluntat d'un home, però no sabria sotmetre's en la en el temps a la seva voluntat: no pot ser representat més que per ell mateix.
Capítol II («que la sobirania és indivisible»): El sobirà és un ésser col·lectiu, no pot ser dividit o excloure ningú, el que faria que no fos més que l'expressió d'una voluntat particular. Només l'executiu pot ser segmentat, però les seves parts continuen estant subordinades a la llei i, per tant, al sobirà.
Capítol III («Si la voluntat general pot errar»): Les deliberacions del poble poden tanmateix portar a l'error si, en lloc de comptabilitzar cada veu i cada voluntat se'ls deixa dissoldre's en associacions parcials: la suma d'aquestes associacions no porta llavors a la voluntat general i al bé comú. A més, si una d'aquestes associacions «és tan gran que el preval contra totes les altres», la deliberació no porta més que a una opinió particular: aquestes associacions han de ser evitades o, si existeixen, han de ser prou nombroses per reflectir la voluntat general.
Capítol IV («De les fites del poder Sobirà»): El pacte social dona al sobirà un dret absolut sobre tots els seus subjectes. Tot i això aquest dret, per existir, ha de ser raonat: la voluntat del sobirà té sempre una causa i «no pot carregar els subjectes amb cap cadena inútil per a la comunitat». El sobirà no pot actuar més que sobre els casos generals i ha de deixar els fets o els drets particulars a l'executiu («per la naturalesa del pacte, tot acte de sobirania […] obliga o afavoreix igualment tots els Ciutadans, de manera que el Sobirà coneix només el cos de la nació i no distingeix cap dels que la componen»).
Capítol V («Del dret de vida i de mort»): Els contractants del pacte han d'acceptar el risc de ser condemnats a mort per assegurar la seva pròpia seguretat enfront dels assassins potencials; el sobirà no pot ordenar matar però podrà conferir aquest dret, i el dret de gràcia li pertany.
Capítol VI («De la llei»): La legislació és el que permet al cos polític conservar-se. La justícia ve de Déu però no és en si suficient, cal la possibilitat de sanció perquè garanteixi la igualtat. La llei no pot estatblir més que els casos generals i abstractes, és la voluntat de «tot el poble […] sobre tot el poble». La llei és feta per tot el poble i no sabria «ser injust amb ell mateix», i concerneix també el Príncep, ja que forma part de l'Estat; d'ajudar-lo a fer les bones tries en relació amb ell mateix, el poble serà ajudat en les seves tries pel legislador que li farà «veure els objectes tals com són, ensenyar-li el bon camí que [ell] busca, garantir la seducció de les voluntats particulars, acostar als seus ulls els llocs i els temps, gronxar l'atractiu dels avantatges presents i sensibles, pel perill dels mals allunyats i amagats».
Capítol VII («Del Legislador»): El legislador ha de posseir qualitats extraordinàries: «Caldrien Déus per donar lleis als homes». Té per objectiu aclarir la voluntat general, i per això haurà de modificar els homes que la componen i fer d'ells, a partir d'unitats aïllades, les parts indivisibles del tot. Té una tasca a part en l'Estat: constitueix la república, les seves lleis manen els homes però no en mana cap. No fa més que suggerir, no exercita cap poder legislatiu o executiu.
Capítol VIII, IX i X («Del poble»): La bona legislació no pot ser adoptada per qualsevol poble o Estat. Els costums i els prejudicis no han de ser massa arrelats, cal esperar que el poble sigui prou madur, i el temps d'aquesta espera depèn de la mena de govern que ha precedit i de les esperances del poble.
- L'Estat haurà de ser «ni massa gran per ser ben governat, ni massa petit per poder mantenir-se per ell mateix», massa gran seria administrativament massa pesat, incapaç d'actuar arreu i no tindria un patrimoni comú a tots els seus membres, massa petit seria feble respecte als altres Estats.

- Cal que l'Estat tingui la bona proporció entre el nombre d'habitants que l'ocupen i la seva superfície, «que amb la terra n'hi hagi prou per als seus habitants, i que hi hagi tants habitants com la terra en pot alimentar». L'Estat ha de ser ordenat tant en un moment de gaudi com de pau com de crisi política o de fam.

Rousseau resumeix aquests capítols: «Quin poble és doncs propi de la legislació? El que, trobant-se ja lligat per alguna unió d'origen, d'interès o de convenció, no ha portat encara el veritable jou de les lleis; el que no té ni costums, ni supersticions ben arrelades; el que no tem ser aixafat per una invasió sobtada; qui, sense entrar en les baralles dels seus veïns, pot resistir sol a cadascun d'ells, o servir-se d'un per rebutjar l'altre; aquell del qual cada membre pot ser conegut per tots i on un no és forçat a carregar un feix que un home no pot portar; aquell que pot passar sense els altres pobles, i del qual tot altre poble pot passar; aquell que no és ni ric ni pobre, i es pot bastar per ell mateix; finalment el que reuneix la consistència d'un antic poble amb la docilitat d'un poble nou».
Capítol XI («Dels diversos sistemes de Legislació»): La llibertat i la igualtat són els objectes principals d'un sistema de legislació: la llibertat, ja que els seus membres han de ser independents de l'Estat per fer la seva força, la igualtat per mantenir la llibertat. La igualtat no significa que tots els membres siguin estrictament al mateix nivell o la supressió de la propietat, però que les diferències siguin decents. La legislació ha de tendir cap a la igualtat, i adaptar-se a l'Estat al qual és destinada, a la seva geografia, la seva economia i la densitat de la seva població.
Capítol XII («Divisió de les Lleis»): Hi ha tres menes de lleis:
- les lleis polítiques, relatives a l'Estat mateix (les úniques de les que tracta el Contracte Social),
- les lleis civils, que regissin la relació dels membres entre ells o envers l'Estat,
- les lleis criminals, que concerneixen les sancions vinculades a la desobediència a les altres lleis.

Una quarta llei, a banda tot i que molt important pot ser afegida: es tracta «dels hàbits, dels costums i sobretot de les opinions,» dedicada al legislador, garanteix les altres lleis.

#### Llibre III
Capítol I (Del govern en general)
Capítol II (Del principi que constitueix les diverses formes de govern)
Capítol III (Divisió dels governs)
Capítol IV (De la democràcia)
Capítol V (De l'aristocràcia)
Capítol VI (De la monarquia)
Capítol VII (Dels governs mixtos)
Capítol VIII (que tota forma de govern no és pròpia de tot país)
Capítol IX (Dels signes d'un bon govern)
Capítol X (De l'abús del govern i de la seva tendència a degenerar)
Capítol XI (De la mort del cos polític)
Capítol XII (Com es manté l'autoritat sobirana)
Capítol XIII (Continuació)
Capítol XIV (Continuació)
Capítol XV (Dels diputats o representants)
Capítol XVI (que la institució del govern no és un contracte)
Capítol XVII (De la institució del govern)
Capítol XVIII (Mitjans de prevenir les usurpacions del govern)

#### Llibre IV
Capítol I (que la voluntat general és indestructible)
Capítol II (Dels sufragis)
Capítol III (De les eleccions)
Capítol IV (Dels comicis romans)
Capítol V (Del tribunat)
Capítol VI (De la dictadura)
Capítol VII (De la censura)
Capítol VIII (De la religió civil)
Capítol IX (Conclusió)

### L'estil
L'estil, l'expressió, la retòrica del text són apassionants, contundents, eficaces, i permeten comprendre meravellosament, amb una mica d'atenció com recomana Rousseau, les seves idees noves i que poden semblar «contràries a les idees comunes». Una lliçó d'escriptura intemporal política i filosòfica, i com diria Boileau, heus aquí la prova que «el que es concep bé s'enuncia clarament i les paraules per a l'afirmació arriben fàcilment».

## Posteritat del Contracte social

### Kant i Rousseau
És força poc conegut que la fórmula de Rousseau «L'obediència en la llei que és prescrita és la llibertat.» (Llibre I, Capítol 8), ha influenciat fortament la noció d'autonomia del subjecte a Kant. Roger Vernaux (Le vocabulaire de Kant, tome II, Paris, 1973, p. 224), escriu que «La doctrina kantiana significa interioritzar en la persona i per a la seva vida moral, la llibertat civil tal com Rousseau l'ha definit per a la vida social...» val la pena de subratllar-ho perquè Gellner a Nations et nationalismes considera que la noció d'autonomia aplicada als pobles o a les nacions, participa d'una mena d'importació del vocabulari de Kant a la política, mentre que, al contrari, és el pensament polític de Rousseau que Kant ha importat (legítimament d'altra banda) en la seva filosofia moral, en la Crítica de la raó pràctica.

### Rousseau i la Revolució Francesa
Rousseau proposa amb el contracte social reformar la societat en la que vivia: l'Antic Règim no permetia l'expressió lliure de la voluntat general ni la de la voluntat individual. El Contracte social, comportant en part la Revolució Francesa (i sent una de les seves referències importants) permetrà l'expressió de la voluntat general però no la de la llibertat individual, que Rousseau ignora en aquest text, mentre que en feia una de les tesis principals de l'Émile, que insisteix en la importància del desenvolupament individual i de l'obertura de les facultats naturals de cada individu: en allò aquests dos texts poden ser considerats com a complementaris.

### Estats Units
A Amèrica, Noah Webster va agafar molt de El Contracte Social per escriure Sketches of American Policy (1785), un dels primers arguments àmpliament publicats a favor d'un govern central fort als Estats Units. Les idees de Rousseau també van tenir una influència especial en la independència de les colònies espanyoles americanes.